# Bisdom Novosibirsk
Het bisdom van de Transfiguratie van Novosibirsk (Latijn: Dioecesis Neosibiriana Transfigurationis; Russisch: Преображенская епархия в Новосибирске, Preobrazjenskaija jeparchija v Novosibirske), of kortweg bisdom Novosibirsk, is een in Rusland gelegen rooms-katholiek bisdom met zetel in de stad Novosibirsk. Het bisdom behoort tot de kerkprovincie Moskou en is, samen met de bisdommen Saratov en Irkoetsk, suffragaan aan het aartsbisdom Moskou.

## Geschiedenis
Het bisdom werd opgericht op 13 april 1991 door paus Johannes Paulus II als apostolische administratie van Siberië. Op 18 mei 1999 werd de administratie gesplitst in Oost-Siberië (Siberia Orientale) en West-Siberië (Siberia Occidentale). Op 11 februari 2002 werd de apostolische administratie West-Siberië met de apostolische constitutie Meridionalem Russiae verheven tot bisdom van de Transfiguratie van Novosibirsk. De naam van het bisdom slaat op de Gedaanteverandering van Jezus.

## Bisschoppen

### Administrator
- 1991-1998: Joseph Werth SJ
- 1998-1999: Jerzy Mazur (SVD)
- 1999-2002: Joseph Werth SJ (daarna bisschop)

### Bisschop
- 2002-heden: Joseph Werth SJ (daarvoor administrator)

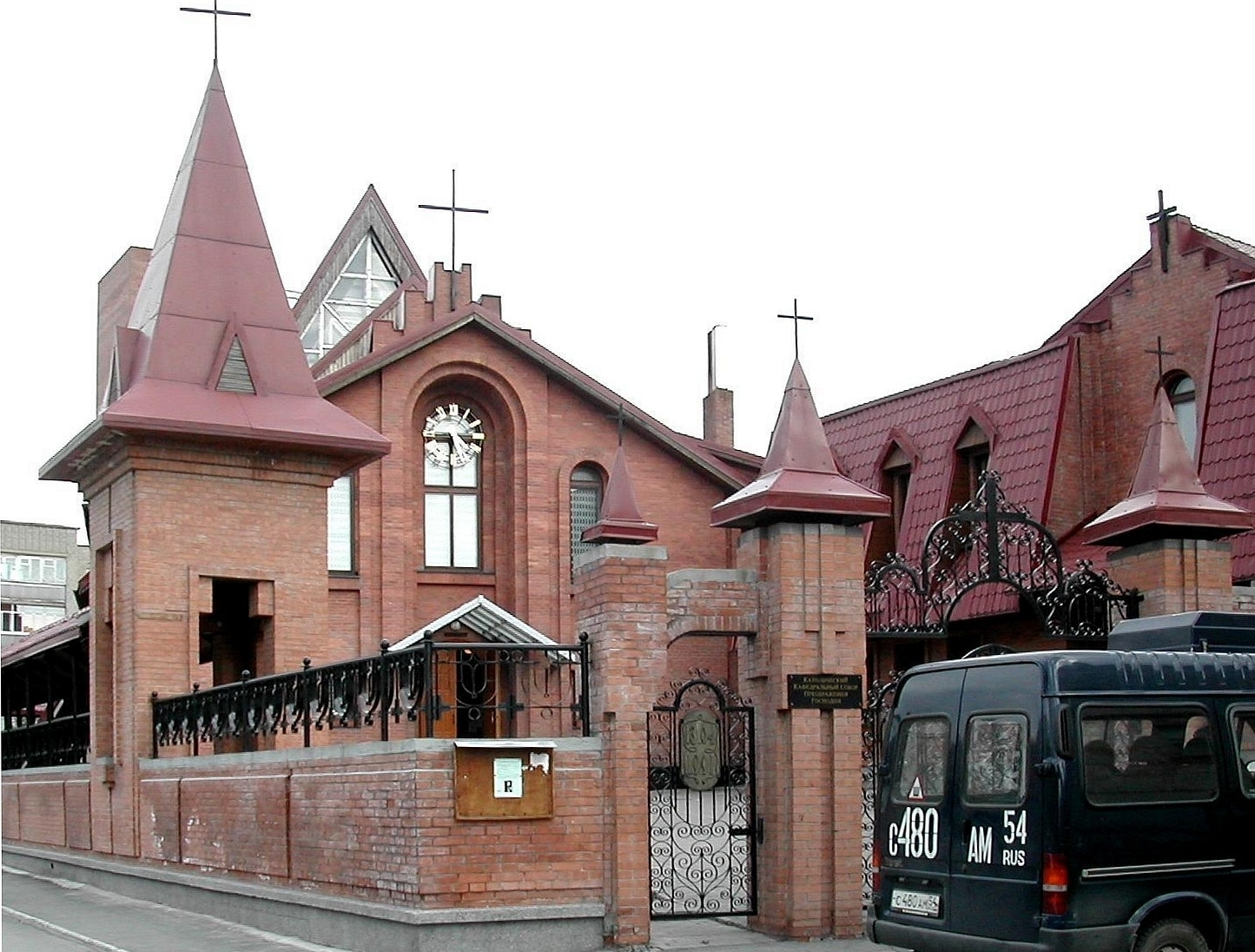
Kathedraal van Novosibirsk
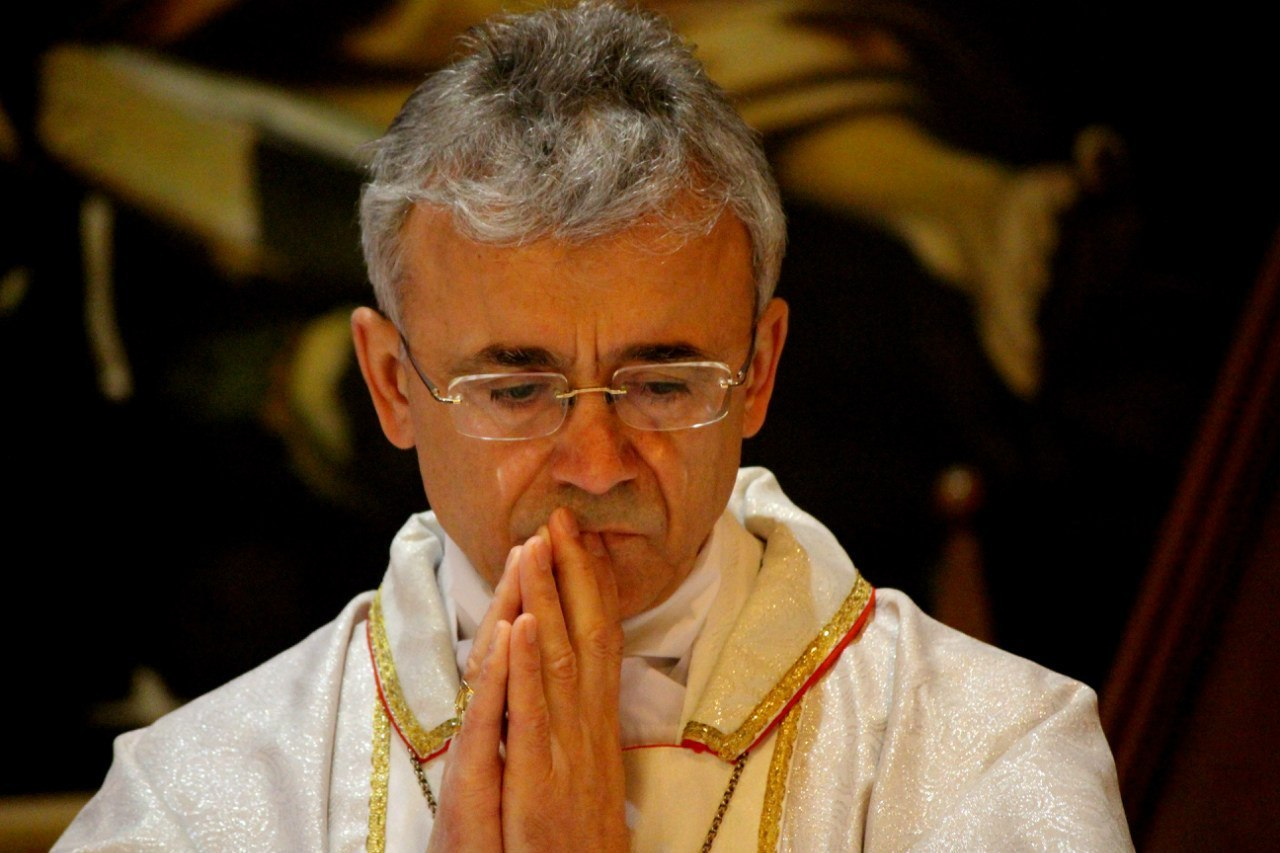
Bisschop Joseph Werth SJ